# Corgo
Corgo ist ein Ort und eine ehemalige Gemeinde (Freguesia) im portugiesischen Kreis Celorico de Basto. Die Gemeinde hatte 320 Einwohner (Stand 30. Juni 2011).
Am 29. September 2013 wurden die Gemeinden Corgo und Canedo de Basto zur neuen Gemeinde União das Freguesias de Canedo de Basto e Corgo zusammengeschlossen.